# Бері
Бері (англ. Bury) — місто на заході Англії в графстві Великий Манчестер. Воно лежить на River Irwell, 5.5 миль (8.9 км) східніше Bolton, 5.9 миль (9.5 км) на південний захід від Rochdale, і 7.9 миль (12.7 км) північний захід від міста Manchester.

## Спорт
У місті є професійний футбольний клуб Bury FC та полупрофесійна баскетбольна команда Lancashire Spinners.

## Відомі особистості
У місті народився:
- Алістер Берт (* 1955) — британський політик.